# Anselmo Berrondo
Anselmo Berrondo Guerrero (Durazno, 24 novembre 1920 – 8 maggio 1985) è stato un giocatore di biliardo uruguaiano.
Giocatore completo, sia davanti che di sponda. Tatticamente abilissimo, era soprannominato "la Bibbia"
per la sua immensa conoscenza nel gioco dei birilli.
Tra i suoi piazzamenti di rilievo, ci sono un 2º posto ai mondiali del 1965 e un 2º posto ai mondiali del 1978.

## Palmarès
I principali risultati
- 1968 Campione del mondo specialità Italiana 5 birilli (Bell Ville)